# Heinz Schenk
Heinz Friedrich Schenk (* 11. Dezember 1924 in Mainz; † 1. Mai 2014 in Wiesbaden-Naurod) war ein deutscher Showmaster, Schauspieler und Sänger.

## Leben und Wirken
Mehr noch als seine Eltern Friedrich und Hedwig Schenk – er aus Chemnitz, sie geborene Collins aus Wiesbaden – war die Großmutter in der Kindheit für Heinz Schenk wichtige Bezugsperson. Obwohl er wegen seiner geringen Körpergröße eigentlich nicht geeignet war, wurde er auf eigenes Drängen in St. Quintin in Mainz Ministrant und lernte dort, öffentlich aufzutreten. In einem Gespräch mit Joachim Fuchsberger bei Heut’ abend 1985 bescheinigte Schenk sich selbst, er hätte auch Pfarrer werden können und „einen gewissen Zuspruch gehabt, wenn ich gepredigt hätte“. Seine Mutter, Sekretärin bei den Mainzer Stadtwerken, heiratete neu und Heinz wuchs mit neuen Geschwistern auf. Schenk sprach wenig über seine Herkunft und hielt keinen Kontakt zu seiner Herkunftsfamilie.
Schenk trat bereits als Elfjähriger mit einer Büttenrede im Mainzer Frauenchor-Karneval auf. Nach seinem Schulabschluss am Bischöflichen Willigis-Gymnasium absolvierte er eine Lehre in der Teppich- und Gardinen-Abteilung des Wiesbadener Kaufhauses Krüger & Brandt und nahm parallel dazu Schauspielunterricht. Den für Auftritte erforderlichen Ausweis der Reichstheaterkammer bekam Schenk mit Hilfe seines Pfarrers, welcher die Abstammung der Mutter, einer laut nationalsozialistischer Terminologie „Halbjüdin“, manipulierte.
Als Mitglied der Hitlerjugend kam Schenk in eine Sondereinheit für „Bühnenkunst“ in Wiesbaden-Nerotal, wo er den Musiker Paul Kuhn kennenlernte, sowie Werner Wörle, mit dem er sein Leben lang befreundet blieb und mit dem zusammen er den Wiesbadener Karneval entscheidend beeinflusste. Statt politischer Propaganda sollte diese Einheit „Volksabende“ musikalisch gestalten; inoffiziell haben sie dort auch mit Jazz und anderen amerikanischen Tanz-Musik unterhalten, die offiziell verfemt, bei jungen Deutschen jedoch sehr beliebt war.
Während des Zweiten Weltkrieges diente Schenk in Polen und Ostpreußen als Funker und Nachrichtenträger der Wehrmacht. Aufgrund eines Herzfehlers oder weil ein Vorgesetzter seine schützende Hand über ihn hielt, kam er nicht in den Fronteinsatz.
Sein erstes Engagement nach dem Krieg erhielt Schenk in Worms bei einem Kabarett namens Elefant für eine Gage von fünf Reichsmark und einem Stammessen pro Abend sowie einer Fahrkarte dritter Klasse. Dort parodierte er Heinz Rühmann, Theo Lingen, Hans Moser und Hans Albers.
1951 fing er beim Hessischen Rundfunk als Radiomoderator an. Seine ersten Fernsehauftritte hatte er beim Privatsender Telesaar im Saarland; dort musste er als Conférencier die Namen der Werbeprodukte möglichst häufig nennen.
Bekannt wurde Schenk zunächst mit der Hörfunksendung Frankfurter Wecker und später vor allem mit der Fernsehunterhaltungssendung Zum Blauen Bock, die er 1966 von Otto Höpfner übernahm und 21 Jahre lang 134 Mal moderierte. Die Erfahrung mit Karnevalssitzungen kam ihm dabei zugute (Moderationsstil, Schunkeln etc.). Als Wirtin und auch Produzentin der Sendung fungierte Lia Wöhr, als Assistent Reno Nonsens. Schenk hat alle Lieder, die er im Blauen Bock sang, selbst getextet und meistens mit Franz Grothe zusammen komponiert.
In Anspielung auf den damals populären niederländischen Eisschnellläufer Ard Schenk bezeichnete er sich in einer seiner Sendungen des Blauen Bocks – die im 1. Programm ausgestrahlt wurden – einmal selbst als „ARD-Schenk“.
Als Schauspieler war er unter anderem 1988 in Dieter Wedels Mehrteiler Wilder Westen inclusive (in der Rolle des Frührentners Konrad Abs) und 1993 mit Hape Kerkeling in der Satire Kein Pardon (in der Rolle des cholerischen Showmasters Heinz Wäscher) zu sehen. Er trat in mehreren Produktionen des Volkstheaters Frankfurt auf, u. a. zusammen mit Liesel Christ in Rendezvous im Palmengarten von Adolf Stoltze, als Datterich, als Prof. Henry Higgins im Musical My Fair Lady und als Geizhals in der hessischen Adaption von Molières Der Geizige.

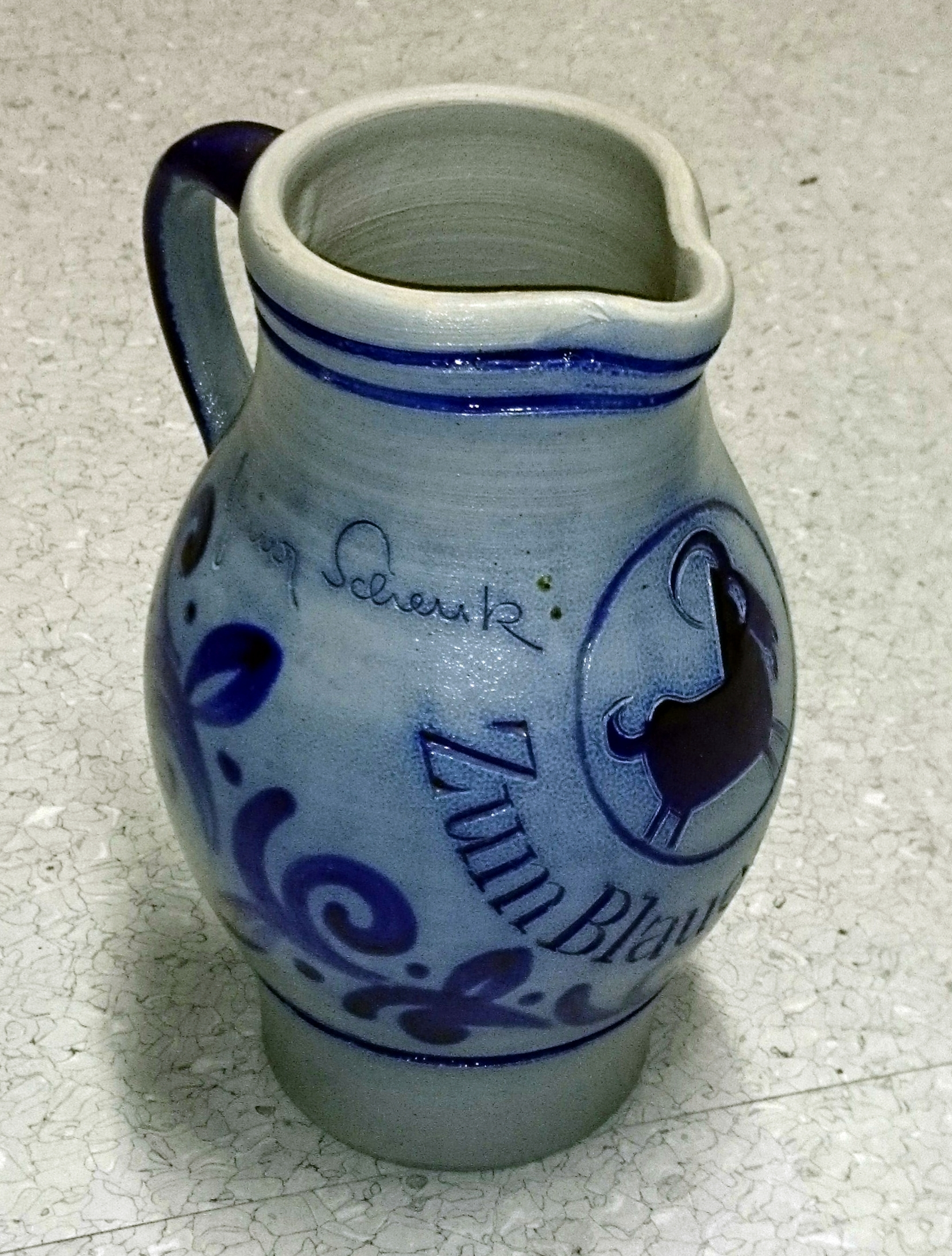
„Bembel“ aus dem Blauen Bock mit der Signatur von Heinz Schenk

Anlässlich seines 65. Geburtstages im Dezember 1989, wurde die Sendung Ich lade gern mir Freunde ein, von und mit Heinz Schenk, ausgestrahlt. Von Februar 1993 bis November 1996 hatte Schenk mit der Sendung Fröhlich eingeSchenkt ein Comeback. Einige Jahre später trat er in der Folge „Das Osterwunder“ der RTL-Serie Alles Atze (erste Folge der zweiten Staffel, Erstausstrahlung am 20. April 2001) im Fernsehen im Rahmen eines größeren Gastauftritts in Erscheinung. 2007 wirkte er in der hr-Jubiläumssendung 50 Jahre Blauer Bock sowie in der ebenfalls vom hr ausgestrahlten Sendung Ein Abend mit Heinz Schenk mit.
Heinz Schenk war auch als Sänger und Textdichter erfolgreich. Seine getexteten Lieder wurden meist von Franz Grothe komponiert und in seinen Fernsehsendungen dargeboten. Sein größter Hit (Platz 35 in den Verkaufscharts) war das anlässlich einer Blauer-Bock-Sendung aus Vaduz 1978 entstandene Lied Es ist alles nur geliehen, mit dem er sogar in der ZDF-Hitparade auftrat. Weitere bekannte Songs von ihm sind Alles kann der Mensch sich kaufen – nur keine Zeit und Wir sind alle Marionetten sowie der Karnevalsschlager Heut ist Karneval in Knieritz an der Knatter, der in den 1970er und 1980er Jahren von Ernst Hilbich jedes Jahr in der Karnevalszeit im Blauen Bock präsentiert wurde – der Text wurde von Heinz Schenk jeweils neu umgeschrieben. 1985 sang Schenk auch das Lied der ARD-Fernsehlotterie Gib dem Glück eine Chance.
Schenk erhielt zahlreiche Auszeichnungen, darunter den Hessischen Verdienstorden, den Bambi, die Hermann-Löns-Medaille und das Bundesverdienstkreuz 1. Klasse.
Die hessische Rockband Rodgau Monotones widmete ihm im Lied Die Hesse komme! die Textzeile „(…) unser David Bowie heißt Heinz Schenk“.
Heinz Schenk lebte im Ruhestand in Wiesbaden-Naurod. Seine Ehefrau Gerti, geborene Kraus, eine gelernte Friseurin, mit der er seit 1951 verheiratet war, starb im Alter von 85 Jahren am 4. Dezember 2013 zu Hause in Wiesbaden. Das Paar blieb kinderlos.
Heinz Schenk starb in der Nacht zum 1. Mai 2014 im Alter von 89 Jahren in seinem Wohnhaus in Wiesbaden-Naurod an den Folgen eines Schlaganfalls. Der hessische Ministerpräsident Volker Bouffier (CDU) würdigte ihn in einem Nachruf mit den Worten: „Er hat über viele Jahrzehnte das Bild der Hessen in ganz Deutschland mitgeprägt.“ Er wurde am 15. Mai 2014 im engsten Freundeskreis auf dem Friedhof Wiesbaden-Naurod beigesetzt. 2025 wurde sein Grab von der Stadt Wiesbaden zum Ehrengrab erhoben. Diese Ehrung gilt bis zum Jahr 2044.

## Heinz-Schenk-Stiftung
Nachlassverwalter ist Horst Klemmer aus dem niedersächsischen Oldenburg, persönlicher Freund und 40 Jahre lang Manager von Heinz Schenk. Er wurde zu Lebzeiten Schenks dazu bestimmt, eine Heinz-Schenk-Stiftung zu gründen und zu leiten, die aus dem Nachlass gespeist wird. Diese soll sich um die finanzielle Unterstützung junger Musiker und anderer Bühnenkünstler beim Karrierestart kümmern. Schenks Wohnhaus in Wiesbaden, in dem das kinderlose Ehepaar 45 Jahre lebte, wurde zugunsten der Stiftung verkauft. Teile des Nachlasses (Bekleidung) wurden im Rahmen der Flüchtlingskrise in Europa 2015 für Flüchtlinge in Oldenburg dem Präsidenten des DRK-Landesverbandes Oldenburg, Dieter Holzapfel, übergeben. Zugunsten der Stiftung fand im August 2016 eine Versteigerung von über 9000 Positionen aus dem Nachlass statt. Im ehemaligen Wohnhaus des Ehepaars wurde die gesamte Wohnungseinrichtung versteigert, darunter auch Schenks Audio- und Videoequipment, mehrere Bembel und zwei Bambis. Das Wohnhaus wurde 2018 abgerissen und das Grundstück mit zwei Zeilen Reihenhäusern bebaut.
Die HR-Dokumentation Der 20 Millionen Mann berichtete im Dezember 2024, dass bisher kein Künstler von der Heinz-Schenk-Stiftung unterstützt worden sei.

## Filmografie (Auswahl)
- 1982: Ein dicker Hund
- 1983: Laß das – ich haß’ das
- 1988: Wilder Westen inclusive
- 1993: Kein Pardon (Satire, als Figur Heinz Wäscher)
- 1994: Briefgeheimnis (TV-Serie)
- 1996: Peanuts – Die Bank zahlt alles
- 2003: Werner – Gekotzt wird später! Tankstellen-Omi (Stimme)

## Dokumentarfilme
- Heinz Schenk – ganz persönlich!, von Monika Kullmann; Hessischer Rundfunk, 10. Dezember 2015 in der ARD Mediathek (verfügbar bis 10. Dezember 2026).
- Der 20 Millionen Mann – Entertainer Heinz Schenk, von Sven Waskönig, Henriette von Hellborn; Hessischer Rundfunk, 10. Dezember 2024 in der ARD Mediathek mit Interviews mit Jonas Engelmann, Tobias Mann und Sabine Bode (verfügbar bis 2. Mai 2025).